# دودلي الجنوبية (دائرة انتخابية في المملكة المتحدة)
دودلي الجنوبية (بالإنجليزية: Dudley South)‏ هي إحدى الدوائر الانتخابية في المملكة المتحدة الممثلة في مجلس العموم في برلمان المملكة المتحدة.
عضو البرلمان الذي يمثلها حالياً هو :Ian Pearson (Lab).